# Coenotephria albomarginata
Coenotephria albomarginata är en fjärilsart som beskrevs av Hirschke 1917. Coenotephria albomarginata ingår i släktet Coenotephria och familjen mätare. Inga underarter finns listade i Catalogue of Life.